# نیبسکو (ویرجینا)
نیبسکو (به انگلیسی: Neabsco) یک منطقهٔ مسکونی در ایالات متحده آمریکا است که در شهرستان پرنس ویلیام، ویرجینیا واقع شده‌است. نیبسکو ۱۲٬۰۶۸ نفر جمعیت دارد.